# Stanley Matthews (tennis)
Pour les articles homonymes, voir Matthews et Stanley Matthews.
Stanley Matthews, né le 20 novembre 1945 à Stoke-on-Trent, est un ancien joueur britannique de tennis.

## Biographie
Il est le fils du footballeur Stanley Matthews classé 11e Meilleur joueur mondial du XXe siècle selon l'International Federation of Football History & Statistics.
Champion junior britannique en 1960, 1961 et 1962.
Vainqueur du tournoi junior du tournoi de Wimbledon 1962.
À Roland Garros en 1969 il bat Ilie Năstase en encaissant un double 0-6 au passage (6-3, 0-6, 0-6, 6-4, 8-6)
1/2 finale à Nottingham en juin 1970.
À l'US Open 1971 il bat D. Richard Russell sur le score de 6-7, 6-7, 7-6, 7-6, 6-3.
En 1971 il représente son pays en Coupe Davis.